# Evert Cornelis Ekker

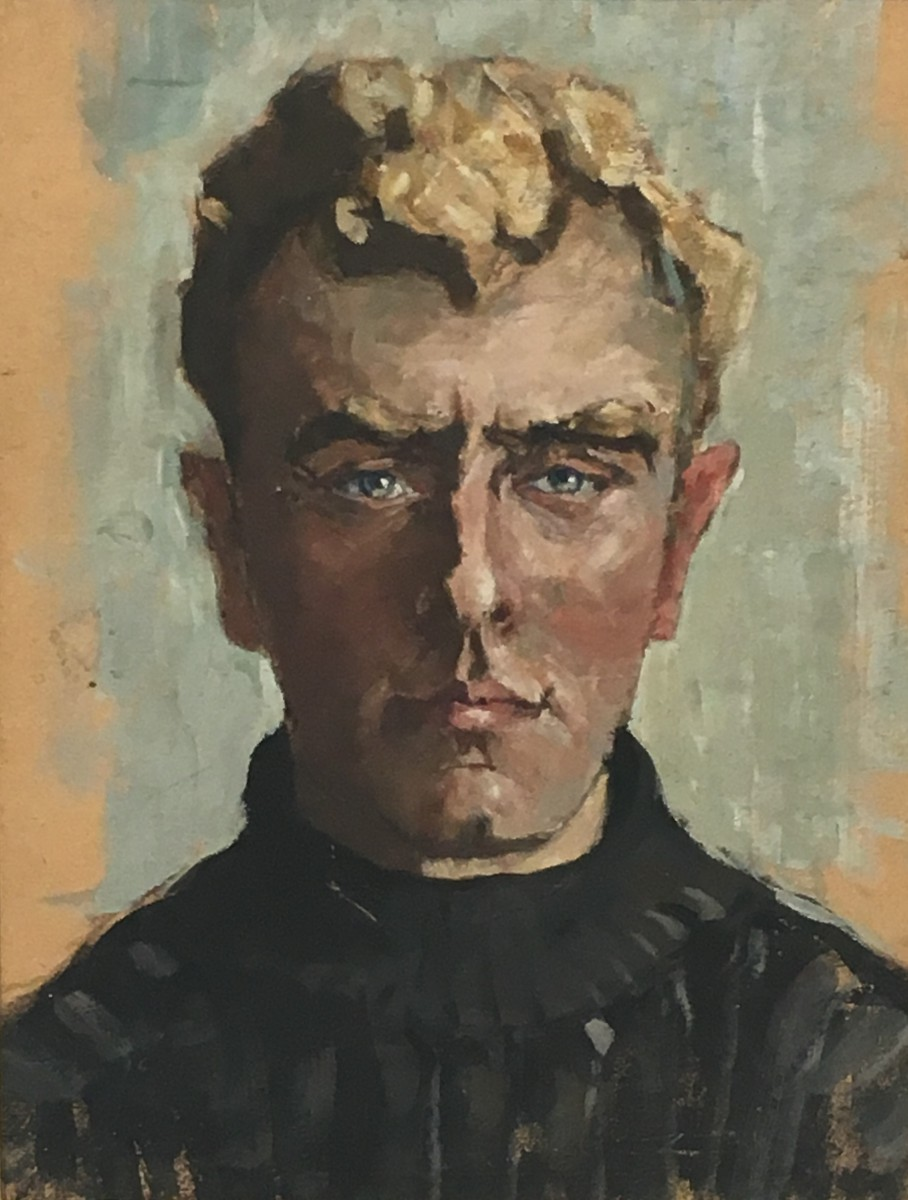
Lucie van Dam van Isselt: Evert Ekker (ca. 1920)

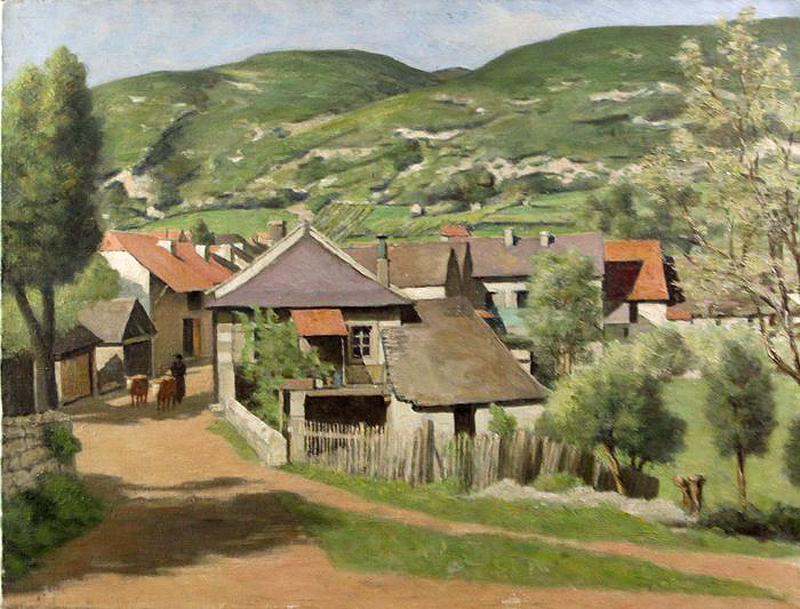
Französische Landschaft

Evert Cornelis Ekker (* 21. Oktober 1858 in Kampen; † 15. April 1943 in Nizza) war ein niederländischer Landschaftsmaler.
Ekker wurde als Sohn von Albert Hendrik Arnoldus Ekker, Rektor des Gymnasiums von Kampen, und Elizabeth Schröder geboren. Ekker wurde zum Maschinenbauingenieur ausgebildet. Seine große Liebe galt nicht der Technik, sondern der Malerei. Als er 1891 das Vermögen von seinem Onkel mütterlicherseits, dem Notar Martin Hendrik Schröder, erbte, beschloss er, sich ganz der Malerei zu widmen. Er wurde als bildender Künstler an der Koninklijke Academie voor Schone Kunsten Antwerpen ausgebildet.
Er heiratete am 3. August 1892 in Bergen op Zoom die Malerin Lucie van Dam van Isselt.  Aus ihrer Ehe gingen zwei Söhne hervor. Nach ihrer Heirat ließen sie sich in Den Haag nieder und unternahmen gemeinsam verschiedene Kunstreisen durch Europa. 1900 zogen sie nach Oosterbeek, wo Ekker eine Villa gekauft hatte. Beide Studios wurden hier eingerichtet. Dort besuchten ihn oft Maler wie Jan Toorop, Willem Bastiaan Tholen und Théophile de Bock. Ekker beschloss, auf dem Grundstück, das er in Oosterbeek gekauft hatte, wo er einige Jahre lebte, ein neues Haus „'t Zonneheem“ zu bauen. Dieses Haus wurde komplett von ihm selbst entworfen.
In der Zwischenzeit hatte ihn seine Frau 1907 verlassen und er heiratete am 12. September 1912 erneut Hester Petronella Robbers. Eine Tochter wurde aus ihrer Ehe geboren. Diese Ehe wurde auch 1921 durch Scheidung aufgelöst. Ekker malte dann viel in Südfrankreich, Spanien und Teneriffa. Er starb im Alter von 84 Jahren in Nizza.
Ekker malte meist Landschaften und Stadtlandschaften, Figuren- und Genreszenen. Ekkers Werke befinden sich im Frans Walkate Archief in Kampen.